# 路北区
路北区是中国河北省唐山市所辖的一个市辖区。是唐山市政治、经济、文化、教育、科技、商贸中心。位於河北省東部，中心區北半部， 毗鄰京津。總面積176平方公里，區人民政府駐喬屯街道新華東道55號。

## 歷史
路北区始建于1955年，为唐山市中心区。

## 人口
根據全國第七次人口普查數據顯示，截至2020年11月1日零時，常住人口784667人。
截至2022年，路北區常住人口82萬人。

## 行政区划
路北区下辖12个街道办事处、2个镇：
乔屯街道、文化路街道、钓鱼台街道、东新村街道、缸窑街道、机场路街道、河北路街道、龙东街道、大里街道、光明街道、翔云道街道、韩城镇和果园镇。